# Luzerne du littoral
Medicago littoralis
Espèce
Classification phylogénétique
La luzerne du littoral, ou luzerne des grèves (Medicago littoralis), est une espèce de plantes à fleurs de la famille des Fabaceae. C'est l'une des nombreuses luzernes à fleurs jaunes qui poussent en région méditerranéenne. On la rencontre surtout sur les sables du littoral. Plante généralement rampante, on la distingue des espèces voisines par ses stipules à dents pointues et par ses gousses cylindriques épineuses (à l'exception de la variété inermis) à 3-6 spirales.
Variétés :
- subsp. littoralis var. inermis
- subsp. littoralis var. littoralis